# جيري كريتشي
جيري كريتشي (بالتشيكية: Jiří Krejčí)‏ هو لاعب كرة قدم تشيكي في مركز قلب الدفاع، ولد في 22 مارس 1986 في يابلونتس ناد نيسو في جمهورية التشيك. لعب مع بولتيهنيكا تيميسوارا وسبارتا براغ ونادي يابلونتس.

## وصلات خارجية
- جيري كريتشي على موقع الاتحاد التشيكي (الإنجليزية)
- جيري كريتشي على موقع قاعدة بيانات كرة القدم.إي يو (الإنجليزية)
- جيري كريتشي على موقع Soccerway.com (الإنجليزية)
- جيري كريتشي على موقع عالم كرة القدم.نت (الإنجليزية)